# Süd-Chorasan

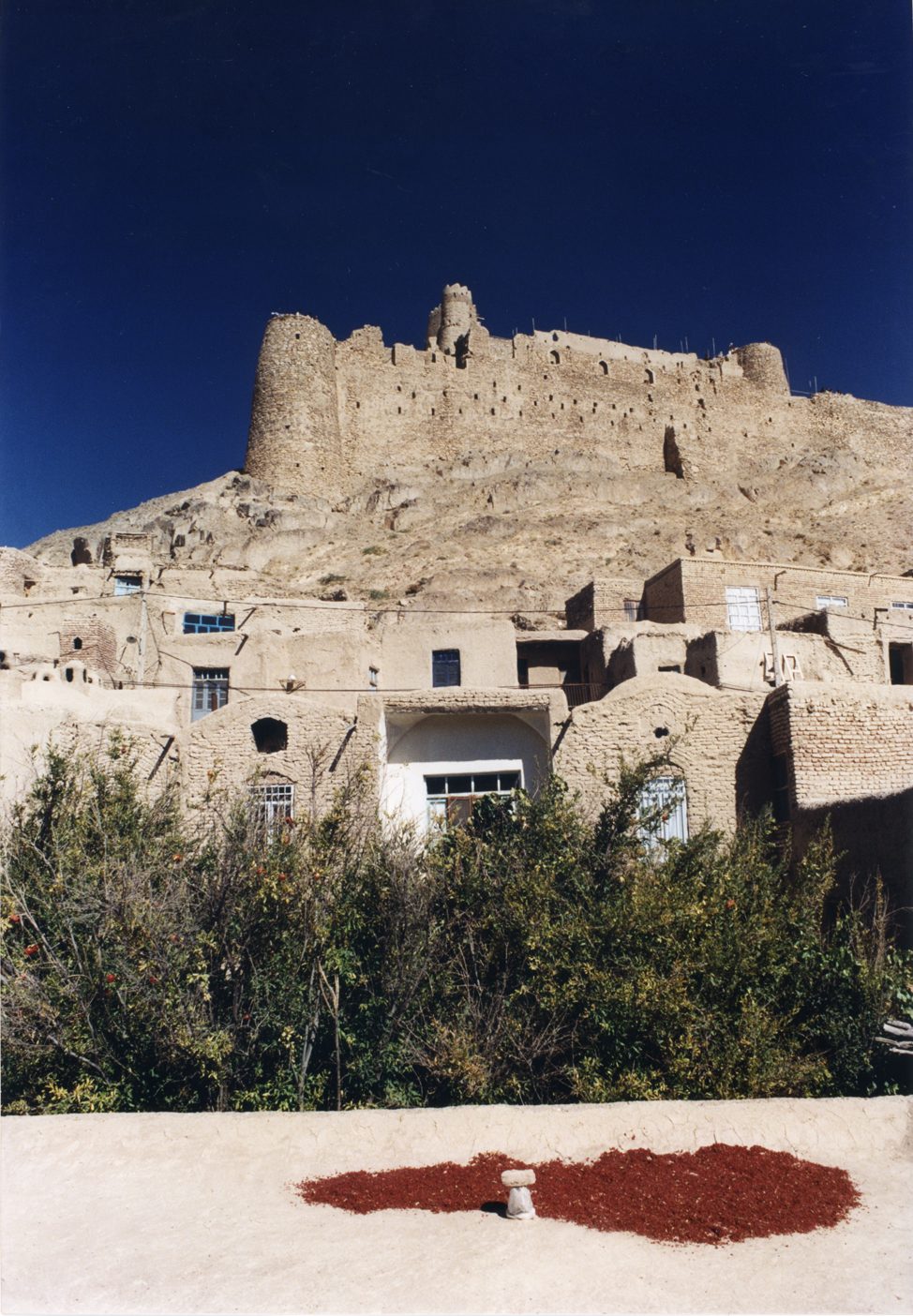
Furg-Zitadelle in Birdschand. Vorne im Bild: Zum Trocknen ausgelegte Safranfäden, für deren Produktion vor allem die Stadt Birdschand bekannt ist.

Süd-Chorasan (persisch خراسان جنوبی, DMG Ḫorāsān-i Ǧonūbī), ehemals Ghahestan/Kuhestan („Bergland“)/Birdschand ist eine iranische Provinz in der Region Chorasan. Die Hauptstadt ist Birdschand.
In der Provinz leben 768.898 Menschen (Volkszählung 2016). Die Fläche der Provinz erstreckt sich auf 151.913 Quadratkilometer. Die Bevölkerungsdichte beträgt 5 Einwohner pro Quadratkilometer.

## Geographie
Die Provinz liegt im Osten des Landes an der Grenze zu Afghanistan, wo auch die frühere Hauptstadt Herat zu finden ist. Wichtige Städte der Provinz sind Sarayan, Chusf, Asdihe, Ajsak, Sse Ghal'eh, Sarbischeh, Khur, Nahbandan, Schussf und Gha'en.
Der aus dieser Region stammende und bekannt gewordene Obstbaum ist der Anaab. Der empfindliche Baum wächst bislang – mit einigen seltenen Ausnahmen – nur dort. Die Früchte sehen wie kleine Äpfel aus, die sowohl getrocknet wie auch frisch sehr schmackhaft sind.

## Verwaltungsgliederung
Süd-Chorasan gliedert sich in elf Landkreise:
- Birdschand
- Boshruyeh
- Darmian
- Ferdows
- Khusf
- Nehbandan
- Qaen
- Sarayan
- Sarbisheh
- Tabas
- Zirkuh

## Geschichte
Bis 2004 gehörte die Provinz Süd-Chorasan zeitweilig zu der ehemaligen Provinz Chorasan.

## Bevölkerung
Der ursprüngliche, mit den Parthern verbündete und in der Provinz wohnhafte iranische Stamm sind die Sagartier.
Die Bevölkerung setzt sich aus Persern, Chorasan-Türken, Mongolen, Arabern und Kurden zusammen. Daneben gibt es noch viele Afghanen. Die Afghanen leben schon seit Jahrzehnten dort. Sie sind meistens ethnisch persisch und gehören dem schiitischen Islam an. Sie haben sich mit der einheimischen Bevölkerung arrangiert. Viele Afghanen sind auch iranische Staatsbürger.
Süd-Chorasan ist aufgrund seiner wechselvollen und spannenden Geschichte heute eine multi-ethnische und multi-konfessionelle Region. Die Unterscheidung der verschiedenen Volksgruppen ist bis auf sehr wenige Ausnahmen linguistischer Natur, da Unterscheidungen nach ethnischen Kriterien kaum möglich sind.
Die größte Bevölkerungsgruppe in Süd-Chorasan bilden die Sprecher iranischer Sprachen hauptsächlich Persisch und Paschtu, wobei Persisch sowohl zahlenmäßig als auch historisch und kulturell die dominierende Sprache ist. Eine bedeutende Minderheit bilden die Sprecher zentralasiatischer Mongolen- bzw. Turksprachen, von denen Usbekisch sicherlich die wichtigsten sind. Daneben findet man auch kleinere Gemeinden von Arabern und Kurden.

## Sehenswürdigkeiten
Die Iranische Kulturerbe-Organisation (ICHO) verzeichnet in den drei Provinzen von Chorasan 1.179 Orte von historischer und kultureller Bedeutung. In Süd-Chorasan zählen unter anderem folgende Orte dazu:
- Ferdows-Therme
- Zitadelle Nehbandan
- Zitadelle Furg
- Villa Kolah Farangi in Birdschand
- Chahr-Derakht-Moschee
- Amir-Abad-Garten
- Behgard-Garten
- Akbariyeh-Garten
- Höhlen von Chenshat
- Die Freitagsmoschee in Birdschand
- Zitadelle Ghal'eh Paeen-Schahr
- Imamzadeh Mosa
- Alam-Palast
- Höhlen von Deragon in Sarayan
- Burg Ghaleh Ghala in Sarayan

## Hochschulen
- University of Birjand
- Birjand University of Medical Sciences
- Islamic Azad University of Birjand
- Islamic Azad University of Ferdows